# Добрият лъжец
„Добрият лъжец“ (на английски: The Good Liar) е криминален трилър от 2019 г. на режисьора Бил Кондън, по сценарий на Джефри Хачър, базиран на едноименния роман от 2015 г., написан от Никълъс Сърл. Във филма участват Иън Маккелън и Хелън Мирън. Премиерата на филма се състои в BFI Southbank в Лондон на 28 октомври 2019 г. Пуснат е от „Уорнър Брос Пикчърс“ във Великобритания на 8 ноември 2019 г. и в Съединените щати на 15 ноември 2019 г. Получава смесени отзиви от критиката срещу бюджет от 10 млн. щатски долара.

## Актьорски състав
- Хелън Мирън – Бети МакЛейш
- Иън Маккелън – Рой Кортни
- Ръсел Тоуви – Стивън
- Джим Картър – Винсънт Халоран
- Марк Люис Джоунс – Брин
- Лори Дейвидсън – Ханс Тауб (1948)
- Фил Дънстър – Рой Кортни (1948)
- Лучиан Мсамати – Бени
- Джоханъс Хьойкюр Йоханесон – Влад
- Тунджи Касим – Майкъл
- Спайк Уайт – Ханс Тауб (1943)
- Нийл Уилямс – Лили (1943)
- Селин Бъкенс – Аналийз
- Беси Картър – Секретарката

## Продукция
През март 2018 г. е обявено, че Бил Кондън ще режисира филма, докато Иън Маккелън и Хелън Мирън изпълняват главните си роли. През април 2018 г. Ръсел Тови и Джим Картър се присъединиха към състава.
Производството започна на 23 април 2018 г. в Лондон, Англия. Филмът също е заснет в Берлин, Германия.

## Излизане
Световната премиера на филма се състои на 28 октомври 2019 г. в BFI Southbank в Лондон. Той е пуснат на 8 ноември 2019 г. във Великобритания, и на 15 ноември 2019 г. в Съединените щати.

## В България
В България филмът е излъчен на 22 август 2022 г. по „Би Ти Ви Синема“ с разписание понеделник от 21:00 ч. с български дублаж, записан в студио VMS. Екипът се състои от:
| Озвучаващи артисти  | Таня Михайлова Любомир Младенов Петър Върбанов Чавдар Монов Станислав Димитров |
| Преводач            | Мери Златева                                                                   |
| Тонрежисьор         | Георги Калудов                                                                 |
| Режисьор на дублажа | Добрин Добрев                                                                  |